# علم خيلدرلند

شعار النبالة العائد لسنة 1379

علم خيلدرلند هو علم مقاطعة خيلدرلند في هولندا. يتألف هذا العلم من ثلاث أقسام افقية متساوية ألوان كل قسم هي حسب الترتيب من الأعلى إلى الأسفل الأزرق والأصفر والأسود. اشتقت هذه الألوان من شعار النبالة للمقاطعة والذي يتكون من أسد اسود في خلفية صفراء، وأسد أصفر في خلفية زرقاء. رفع هذا العلم أول مرة في 13 أبريل 1953 وهو من تصميم مجلس المقاطعة.